# Історична частина Миколаєва
Історична частина Миколаєва — територія міста Миколаєва, в якій розташовані більшість історичних і архітектурних пам'яток міста. У відповідності до режиму охорони і реконструкції історичної спадщини поділяється на дві зони: зона «А» і зона «Б». Кордони визначені і затверджені Миколаївською міською радою 4 квітня 1995 року.

## Положення про охорону архітектурної, культурної і історичної спадщини
Режим охорони на території комплексної зони передбачає реставраційні роботи пам'ятників архітектури, історії і культури, збереження цінної історичної забудови і планування на її території. Передбачається знос малоцінних старих будівель і компенсаційне будівництво за індивідуальними проєктами з використанням пластики фасадів цінних історичних будівель. Нове будівництво обмежується за висотою в зоні «А» до 3 поверхів, а зоні «Б» — до 5 поверхів.
Тимчасові зони охорони пам'ятників архітектури, встановлені на строк до закінчення зон охорони міста, розглядаються в цьому випадку як території, які при виконання реставраційних робіт підлягають першочерговій реконструкції і благоустрою разом з пам'ятниками архітектури. Усі будівельні роботи на території комплексної зони охорони підлягають узгодженню в державних органах охорони культурної спадщини.
Режим охорони на території локальних зон охорони аналогічний режиму на території комплексної зони охорони. Можливості нового будівництва на території цих зон розглядається індивідуально.

## Визначення кордонів
Кордони історико-архітектурної зони центральної частини Миколаєва охоплюють ту частину міста, яка концентрує в собі основну масу історико-культурних, археологічних і природних цінностей, що зберегли історичне планування.
Історико-архітектурна зона включає в себе основне ядро історичної забудови Миколаєва і окремі локальні історико-архітектурні зони в Заводському і Інгульському районах.
Комплексна зона охорони за комплексом розташованих на її території пам'ятників встановлюється з метою охорони цінного історичного архітектурно-планувального комплекса, що включає в себе території в межах вулиць Набережної, Адміральської, Маріупольської, Павла Скоропадського і Артилерійської. На цій території без змін збереглося планування міста кінця XVIII — початку XIX століть і велика кількість пам'яток архітектури, історії і культури.
Комплексна зона охорони ділиться на дві частини: зони «А» і «Б» у відповідності до режиму охорони і реконструкції історичної спадщини.
Окрім комплексної зони охорони передбачаються окремі зони довкола окремих пам'ятників архітектури для забезпечення збереження архітектурної спадщини XVIII—XIX століть.
Зона регулювання забудови охоплює кільцем територію комплексної зони охорони і зон окремих ансамблей і пам'ятників архітектури і є буферною зоною між пам'ятниками архітектури і новобудовами. Зовнішній кордон зони регулювання проходить від ріки Південний Буг по вулиці Спортивній, Ковальській, Садовій, Центрального проспекту, 7-ї Воєнної, 2-ї Госпітальної і закінчується берегом ріки Інгул.
До локальних історико-архітектурних зон належать територія лагерного поля, територія яхт-клуба і дачі Кудрявцева, територія старофлотських казарм, територія військового шпиталю і церкви, територія обласної лікарні і колишньої мечеті, територія некрополю і територія навколо старого корпусу Національного університету кораблебудування.

## Визначні пам'ятки

### Пам'ятки архітектури
| Назва                                                          | Рік будівництва | Адреса                                         |
| -------------------------------------------------------------- | --------------- | ---------------------------------------------- |
| Миколаївська астрономічна обсерваторія                         | 1821            | вулиця Обсерваторна, 1                         |
| Офіцерське зібрання                                            | 1820            | вулиця Артилерійська, 7                        |
| Будинок Головного командира Чорноморського флоту               | 1796            | вулиця Адміральська, 4                         |
| Свято-Нікольський соборний храм                                | 1817            | вулиця Олексія Вадатурського, 4                |
| Комплекс будівель Морського відомства                          | 1850            | вулиця Набережна, 29                           |
| Олександрівське реальне училище                                | 1850            | вулиця 1-а Слобідська, 2                       |
| Лютеранська кірха                                              | 1852            | вулиця Адміральска, 12                         |
| Будинок Маріїнської гімназії                                   | 1892            | вулиця Адміральска, 24                         |
| Будинок театру Монте                                           | 1881            | вулиця Адміральска, 27                         |
| Будинок комерційного училища імені статс-секретаря С. Ю. Вітте | кінець XIX ст.  | вулиця Артилерійська, 19А                      |
| Комплекс будівель водолікарні                                  | 1901            | вулиця Велика Морська, 27                      |
| Римо-католицький костел                                        | 1896            | вулиця Захисників Миколаєва, 32                |
| Український театр драми та музичної комедії                    | кінець XIX ст.  | вулиця Панаса Саксаганського, 59               |
| Олександро-Невська церква Миколаївського морського шпиталю     | 1886            | вулиця 1-а Екіпажна, 2                         |
| Собор Різдва Богородиці                                        | 1799            | вулиця Героїв Рятувальників, 10                |
| Брама та мур адміралтейства                                    | 1848            | вулиця Набережна — ріг вулиці 2-ї Слобідської  |
| Модельний павільйон адміралтейства                             | 1842            | територія Миколаївського суднобудівного заводу |
| Технічне залізничне училище                                    | 1897            | вулиця Аркасівська, 71                         |
| Водонапірна вежа Шухова                                        | 1907            | вулиця Рюміна, 9                               |
| Кафедральний собор Касперівської ікони Божої матері            | 1916            | вулиця Садова, 12                              |
| Будівля першої трамвайної підстанції                           | 1916            | вулиця Соборна, 8А                             |
| Миколаївський яхт-клуб                                         | 1904            | вулиця Спортивна, 7                            |
| Турецький (султанський) фонтан                                 | 1790            | вулиця Спортивна, 7                            |
| Стара синагога                                                 | 1822            | вулиця Шнеєрсона, 13                           |

### Пам'ятки археології
| Назва                                       | Адреса                                                                      |
| ------------------------------------------- | --------------------------------------------------------------------------- |
| Поселення доби пізньої бронзи               | урочище Дикий Сад                                                           |
| Поселення обсерваторії                      | вулиця Обсерваторна, 1                                                      |
| Поселення Соляні                            | мікрорайон Соляні                                                           |
| Поселення яхт-клубу («Могильник «Яхт-клуб») | територія яхт-клубу                                                         |
| Поселення Бульвар                           | територія Флотського бульвару від вулиці Аркасівської до Інгульского спуску |
| Миколаїв-6                                  | територія Миколаївського суднобудівного заводу                              |
| Олександрівський могильник                  | Адміралтейска площа                                                         |

### Пам'ятки історії
| Назва | Рік будівництва        | Адреса                                                   |
| --- | ---------------------- | -------------------------------------------------------- |
| Будинок, в якому розташовувалося Чорноморське гідрографічне депо у 1803—1833 роках                            | початок XIX ст.        | вулиця Адміральска, 9—11                                 |
| Будинок, в якому мешкав П. К. Саксаганський                                                                   | початок XIX ст.        | вулиця Інженерна, 2                                      |
| Будинок, в якому був відкритий перший міський музей, і в якому деякий час розміщувалось товариство «Просвіта» | кінець XIX ст.         | вулиця Мала Морська, 15/1                                |
| Будинок, в якому мешкав Г. М. Ге                                                                              | перша половина XIX ст. | вулиця Андрія Покровського, 25                           |
| Будинок, в якому народився М. Аркас                                                                           | початок XIX ст.        | вулиця Вадима Благовісного, 13                           |
| Будинок, в якому у 1874 році народився В. М. Образцов, а у 1941—1942 роках мешкав О. П. Сидорчук              | середина XIX ст.       | вулиця Соборна, 4                                        |
| Місце, де знаходився будинок сім'ї Аркасів                                                                    | середина XIX ст.       | вулиця Соборна, 2 — ріг вулиці Адміральскої              |
| Пам'ятний знак воїнам-визволителям міста Миколаєва                                                            | 1967                   | вулиця Захисників Миколаєва — ріг Центрального проспекту |
| Пам'ятний знак жертвам голодомору в Україні 1932—1933 років                                                   | 1993                   | вулиця Будівельників — ріг вулиці Кругової               |
| Меморіальний комплекс на честь 68-ми десантників-ольшанців                                                    | 1965                   | сквер 68 десантників                                     |
| Могили-склепи сім'ї Аркас та М. Л. Фалєєва                                                                    | 1883—1884              | Миколаївський некрополь                                  |
| Могила-склеп В. Н. Каразіна                                                                                   | 1842                   | Миколаївський некрополь                                  |
| Могила О. І. Казарського                                                                                      | 1833                   | Миколаївський некрополь                                  |

## Галерея

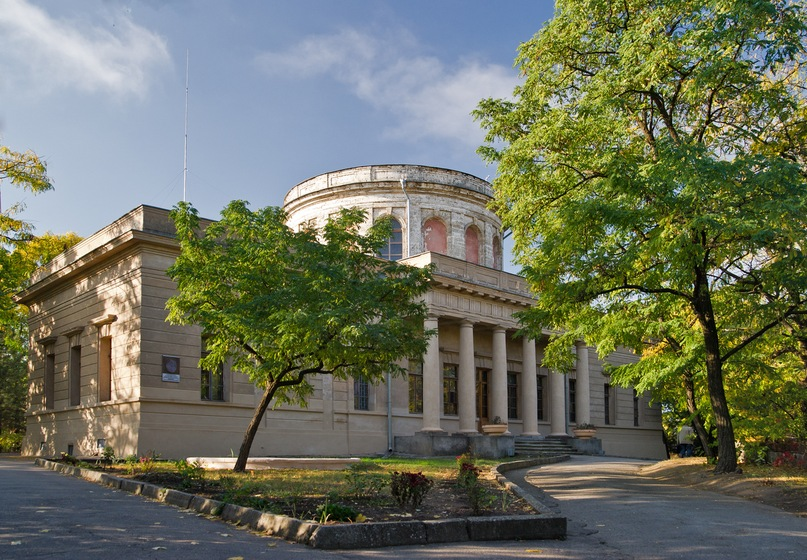
Миколаївська астрономічна обсерваторія
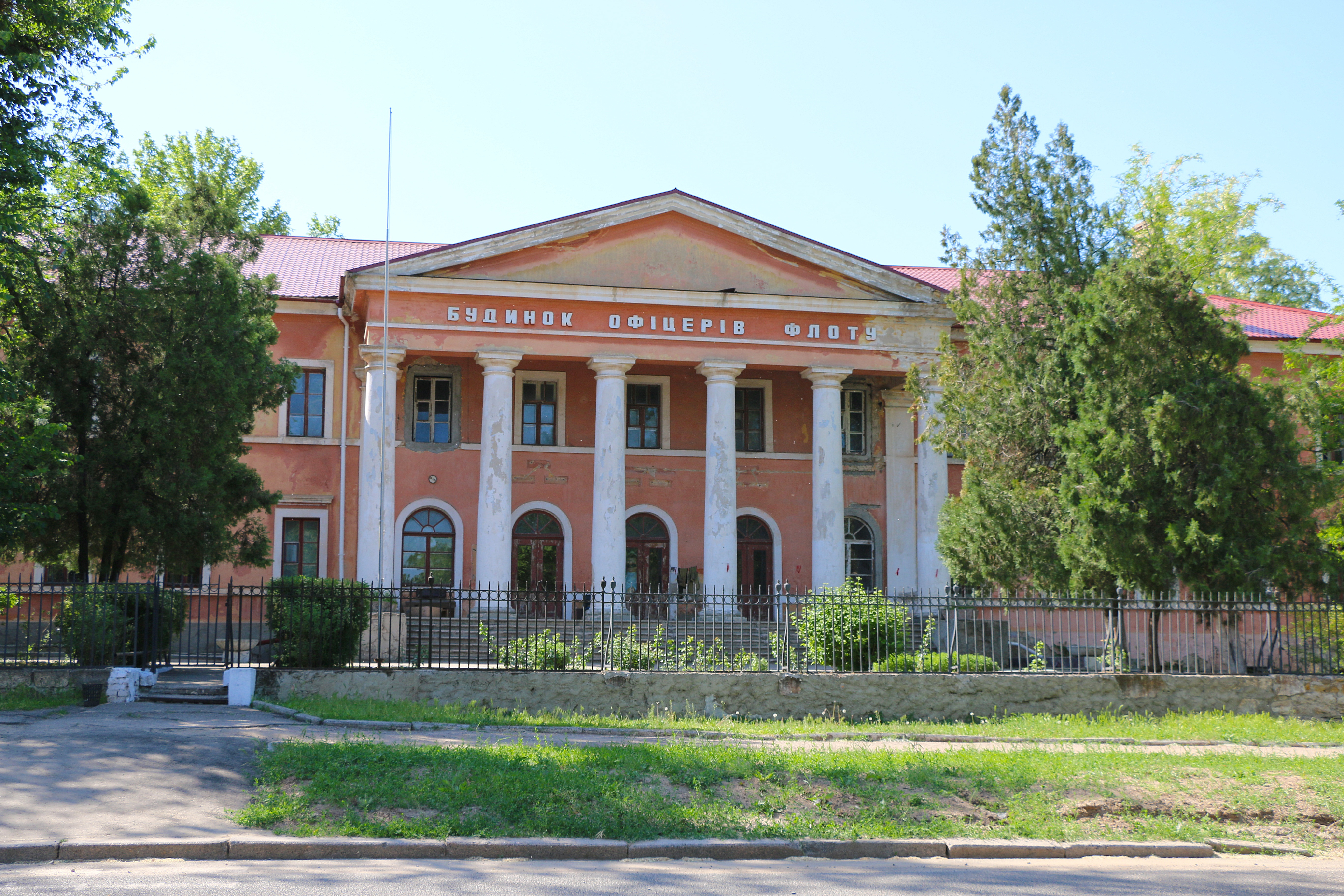
Будинок офіцерів флоту
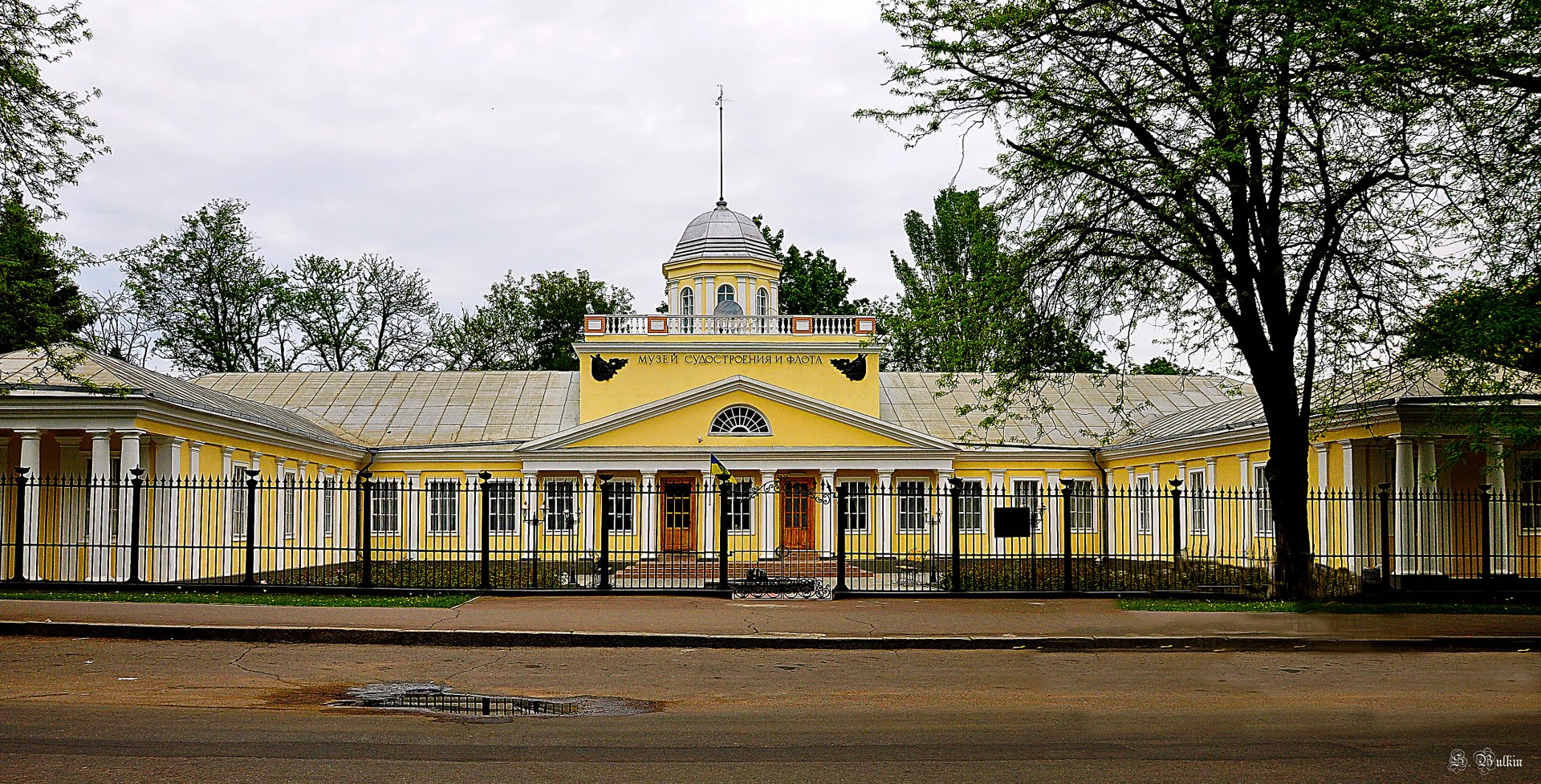
Будинок Головного командира Чорноморського флоту
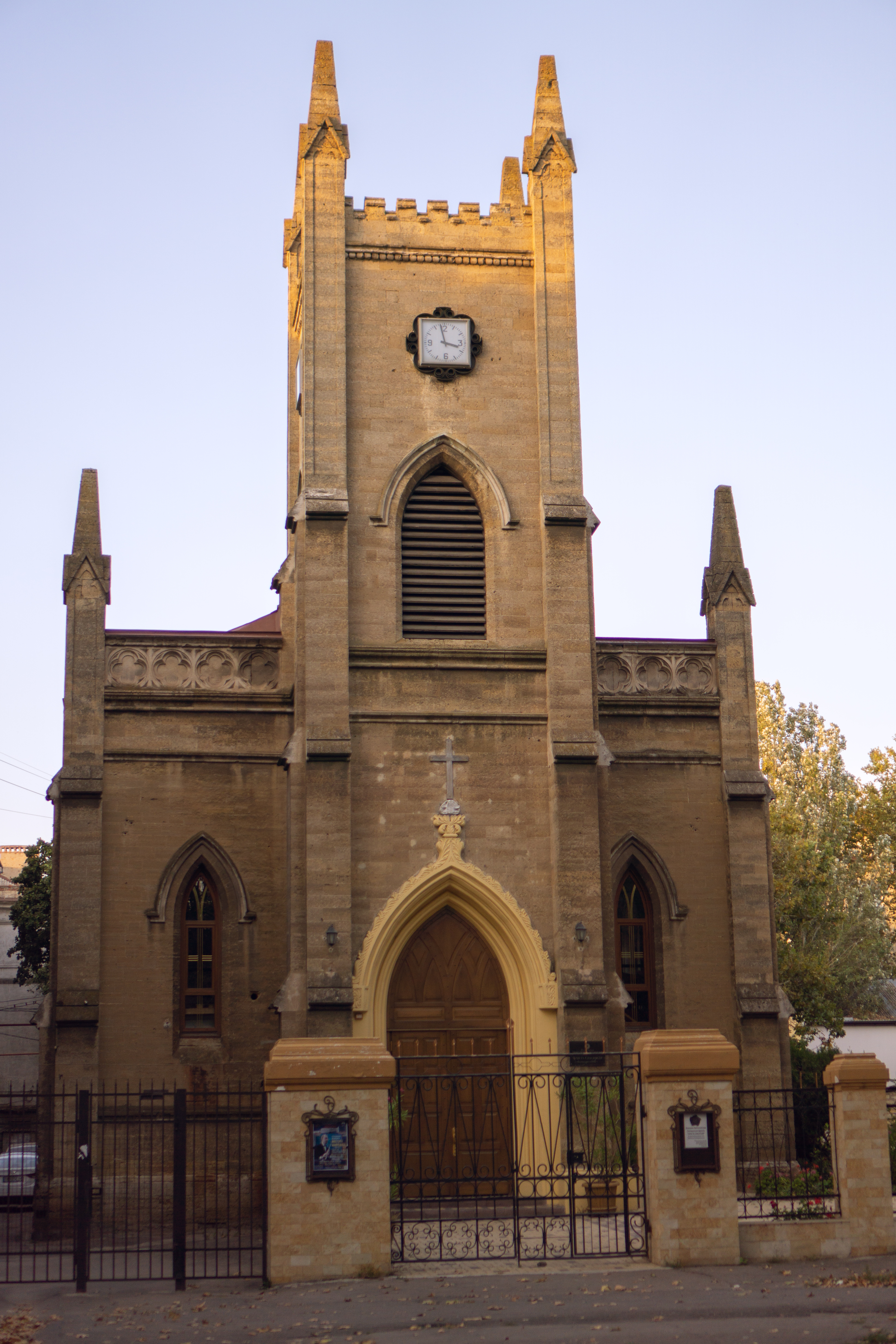
Лютеранська кірха
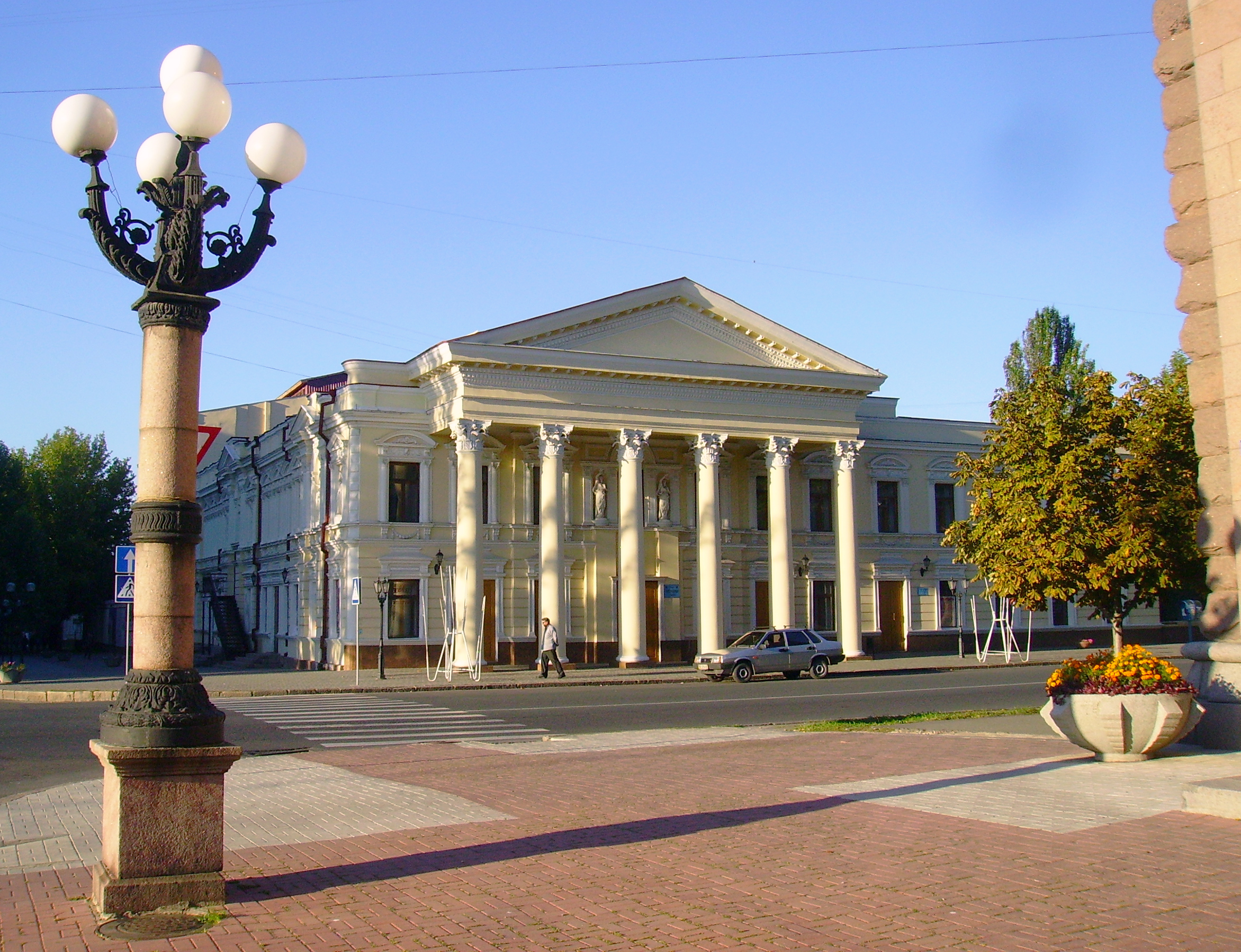
Будинок театру Монте
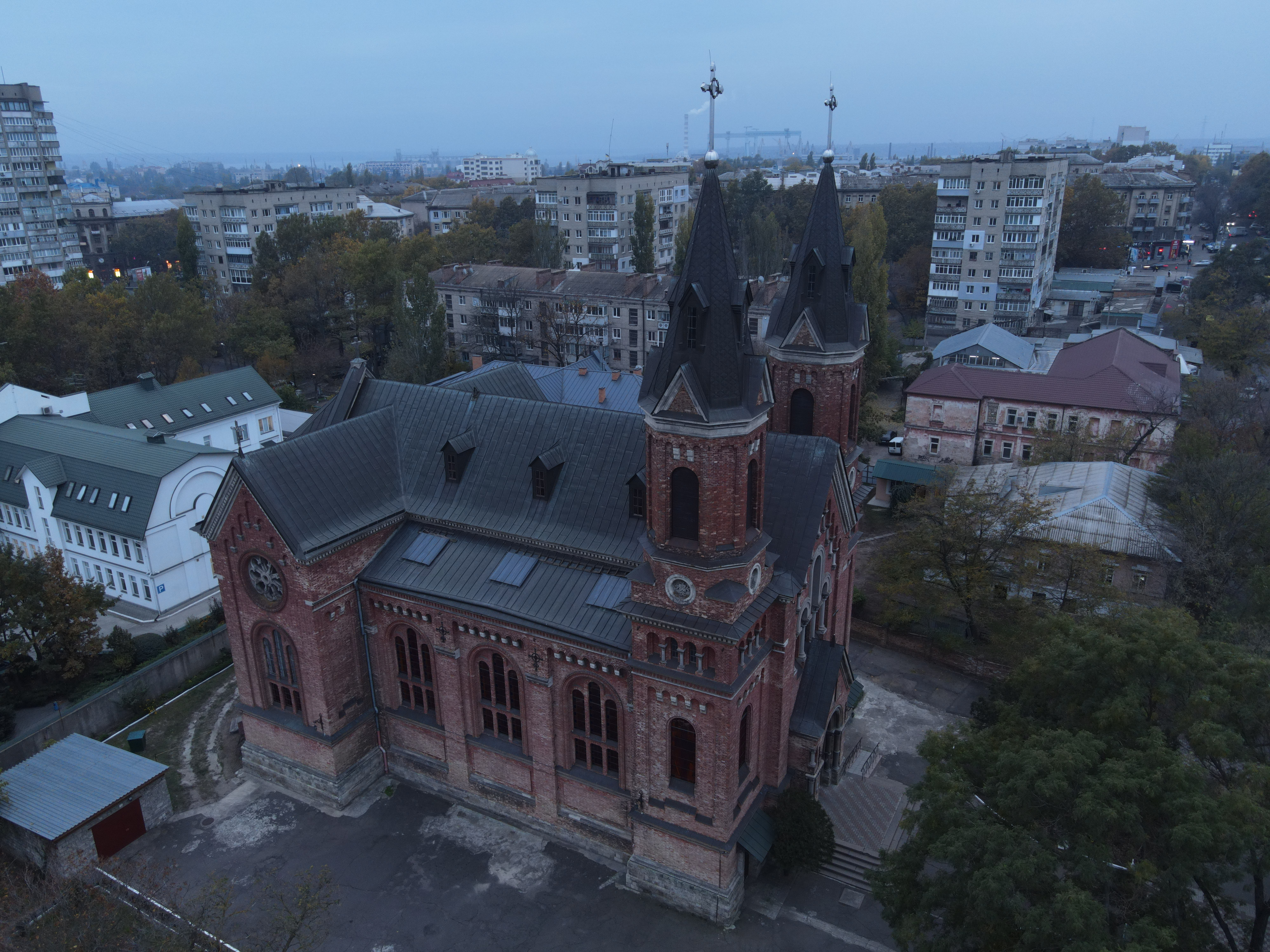
Римо-католицький костел
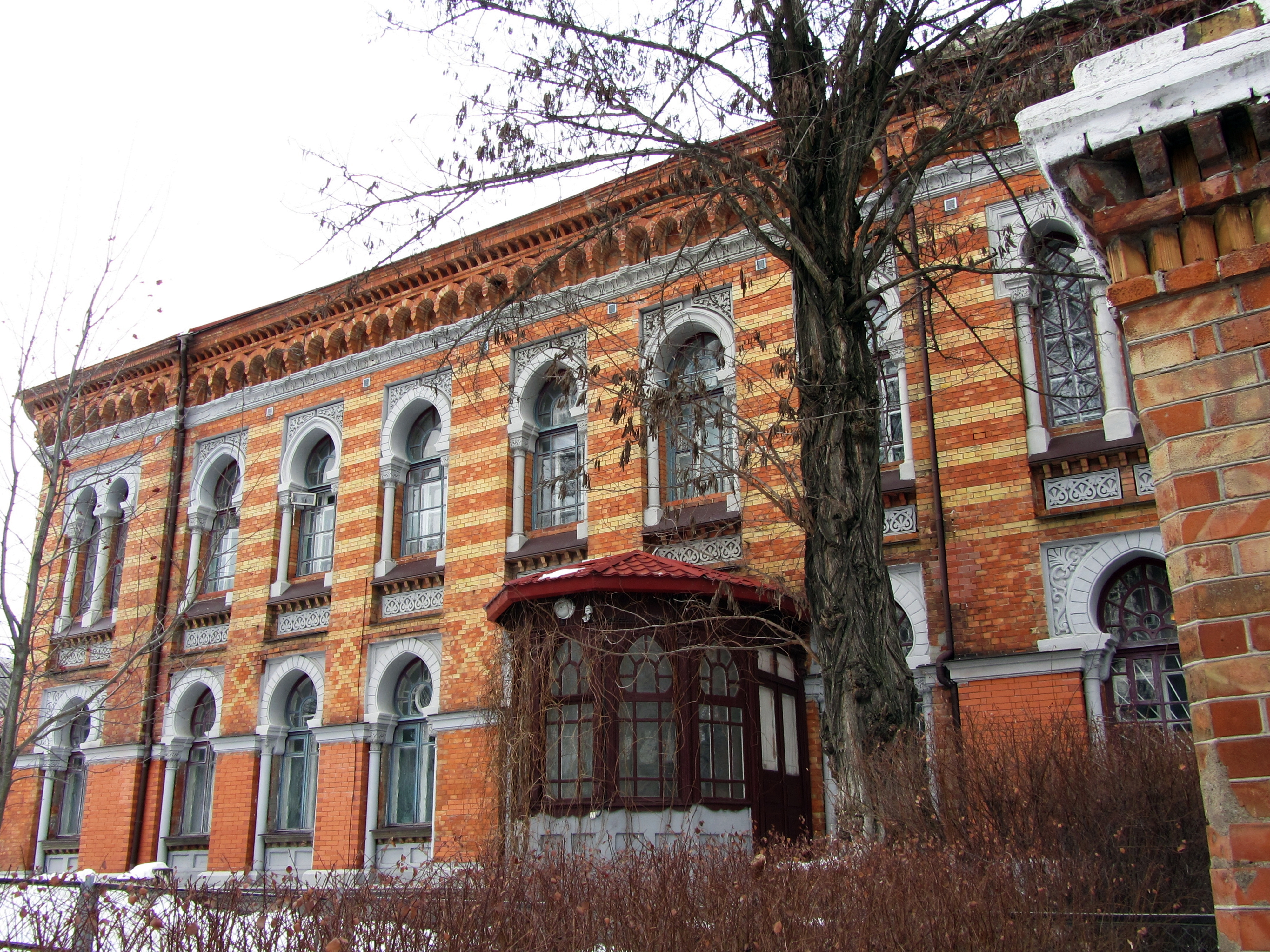
Будівель водолікарні Кенігсберга
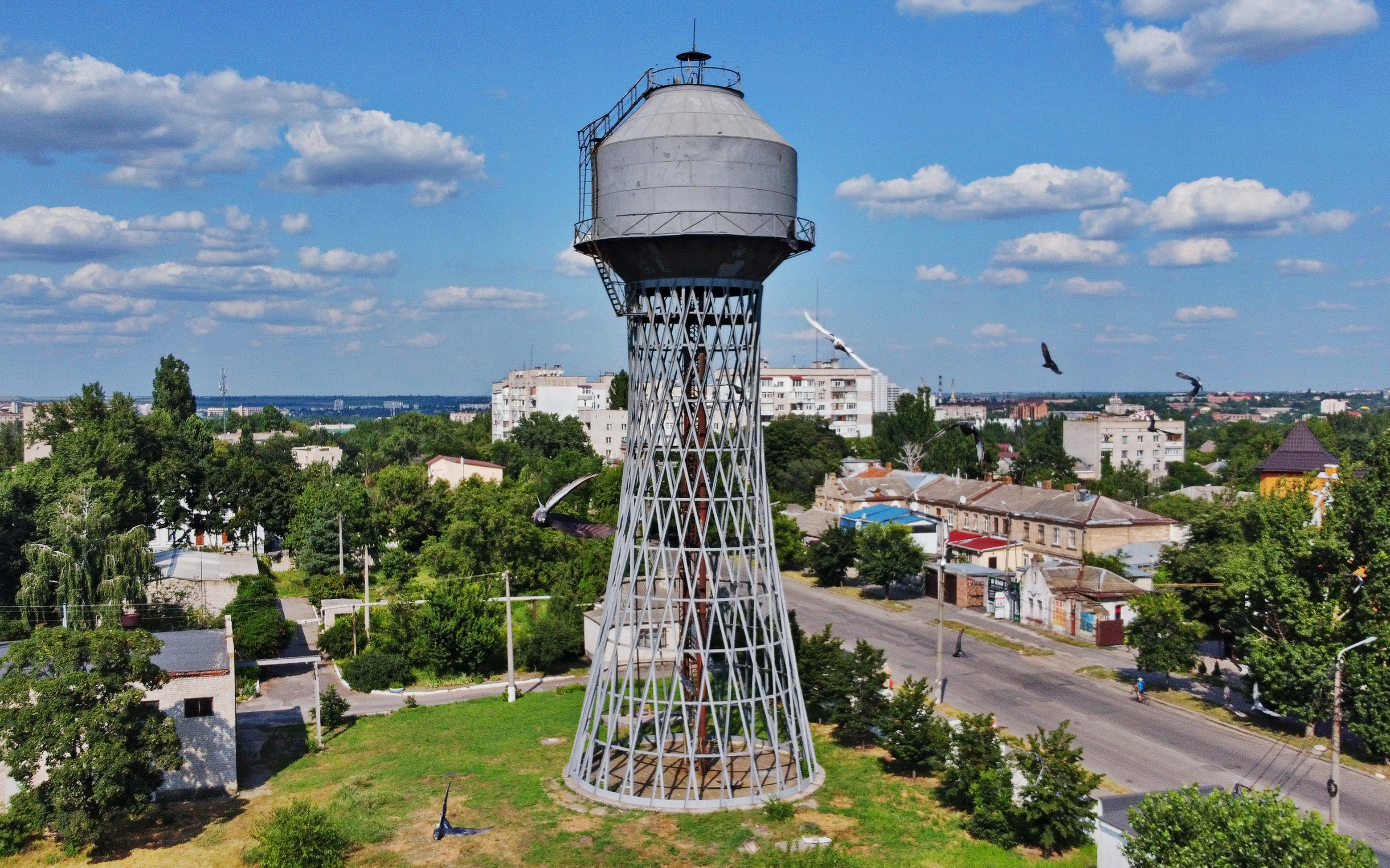
Водонапірна вежа Шухова
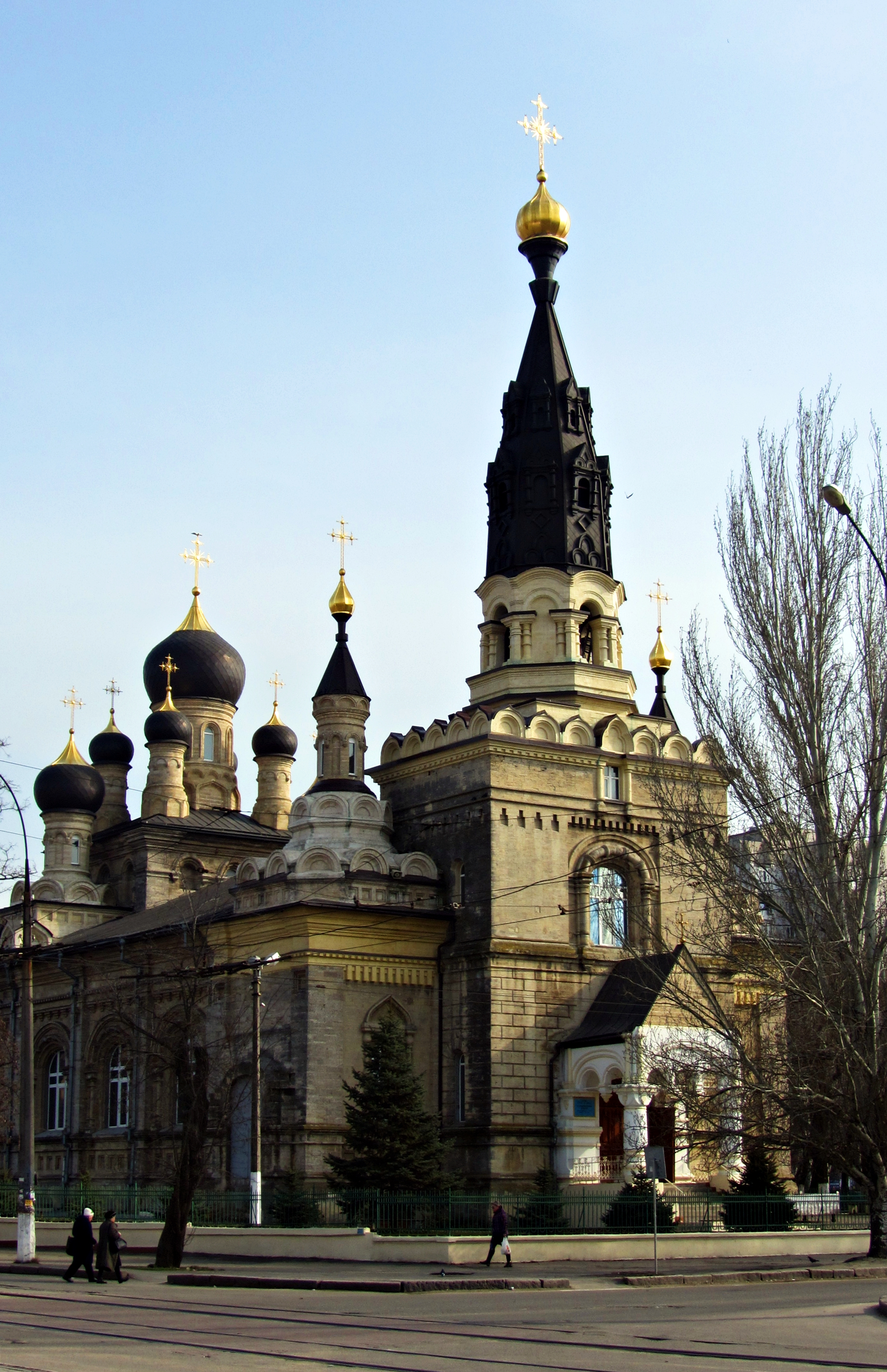
Кафедральний собор Касперівської ікони Божої матері
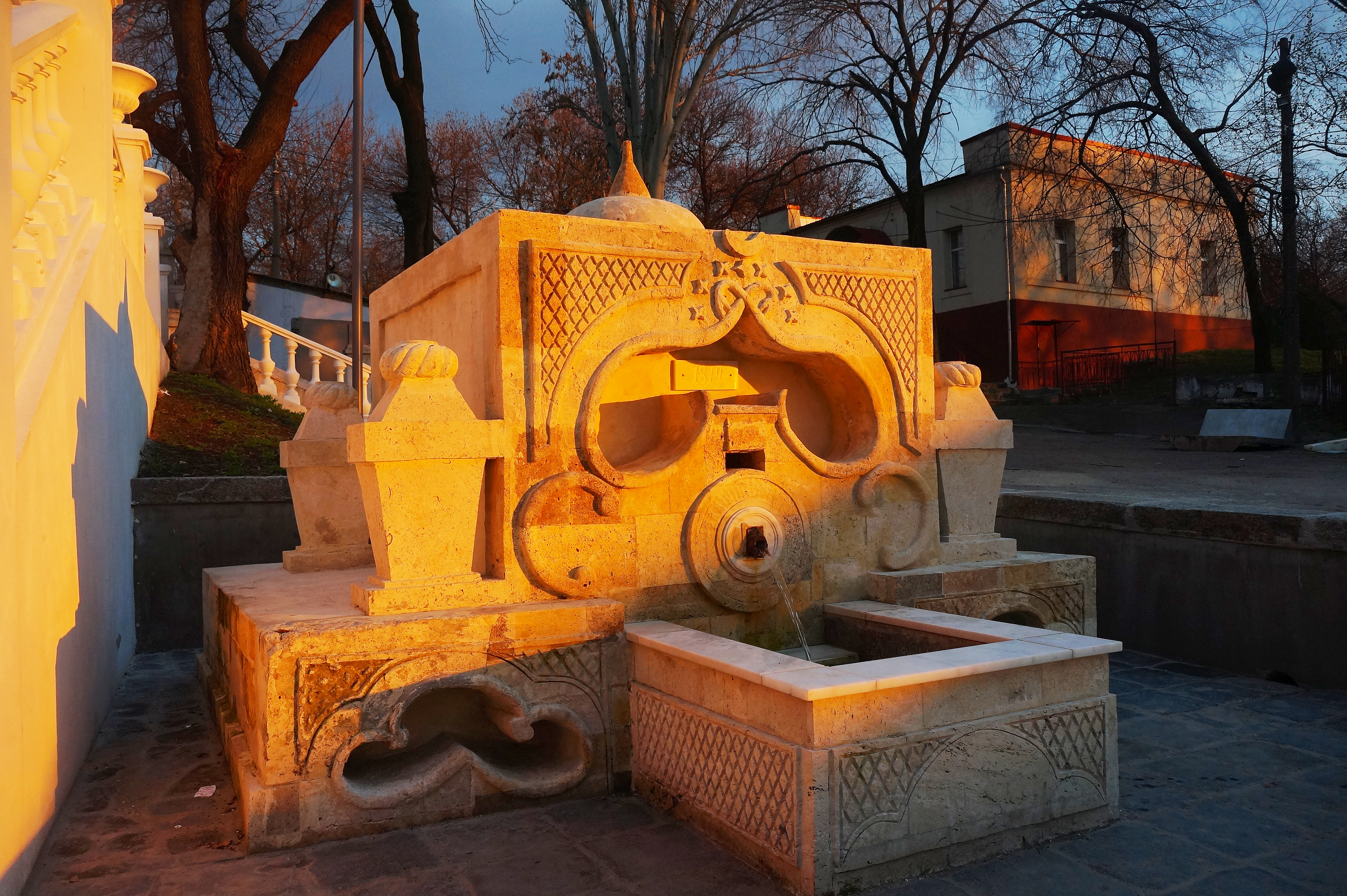
Турецький (султанський) фонтан
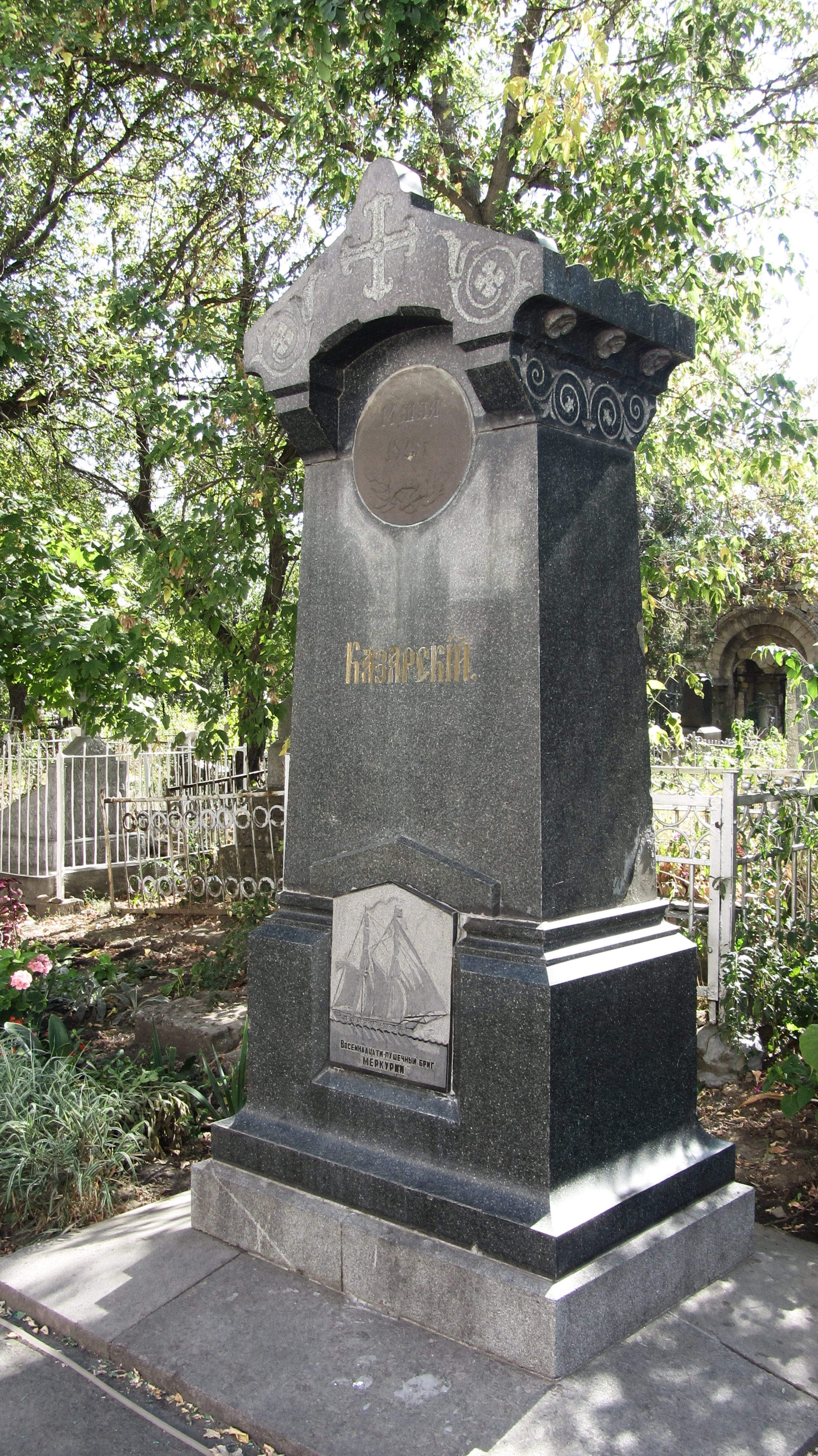
Могила О. І. Казарського
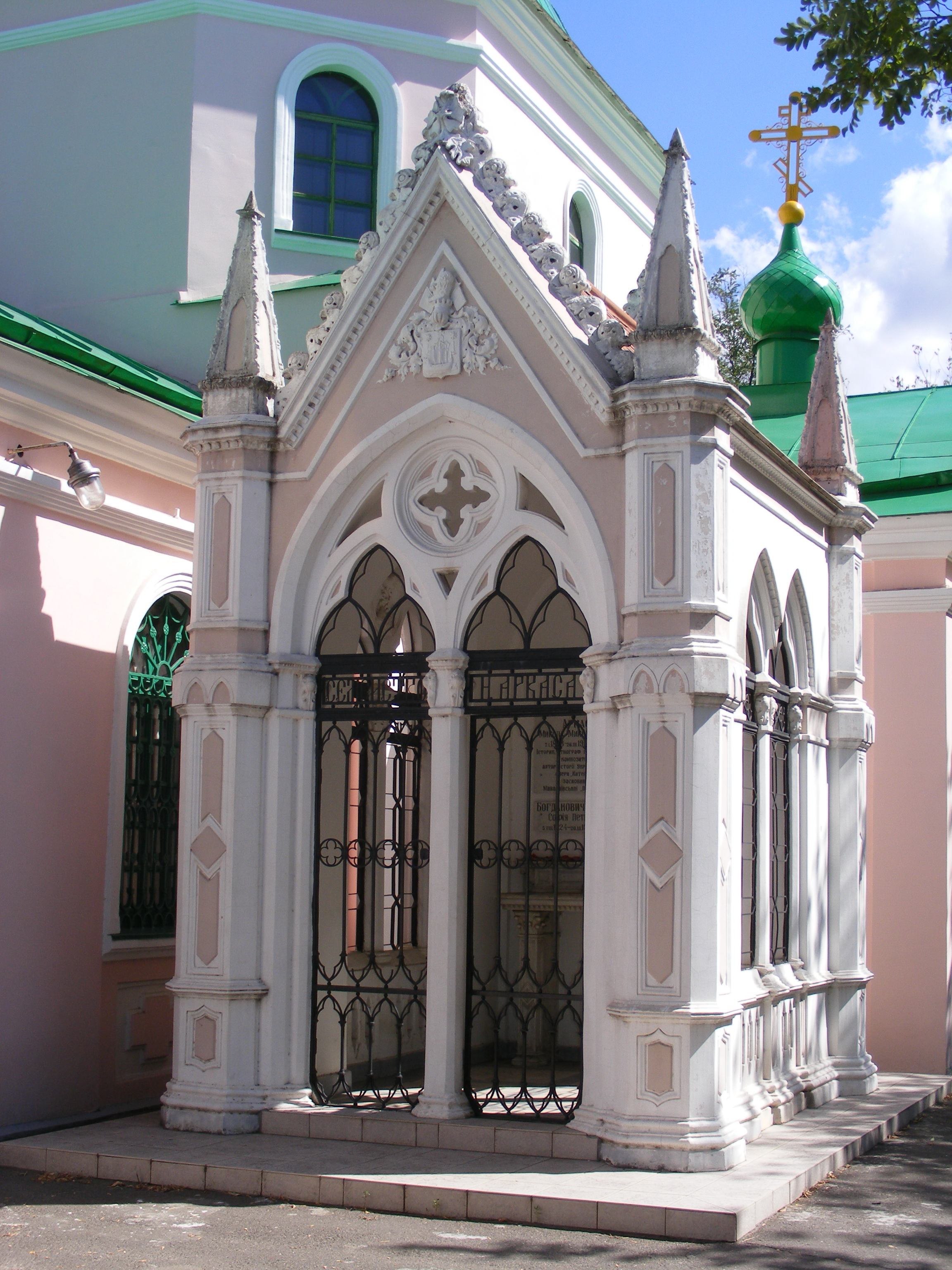
Могили-склепи сім'ї Аркас та М. Л. Фалєєва